# Kulturhuset Gamlebanken

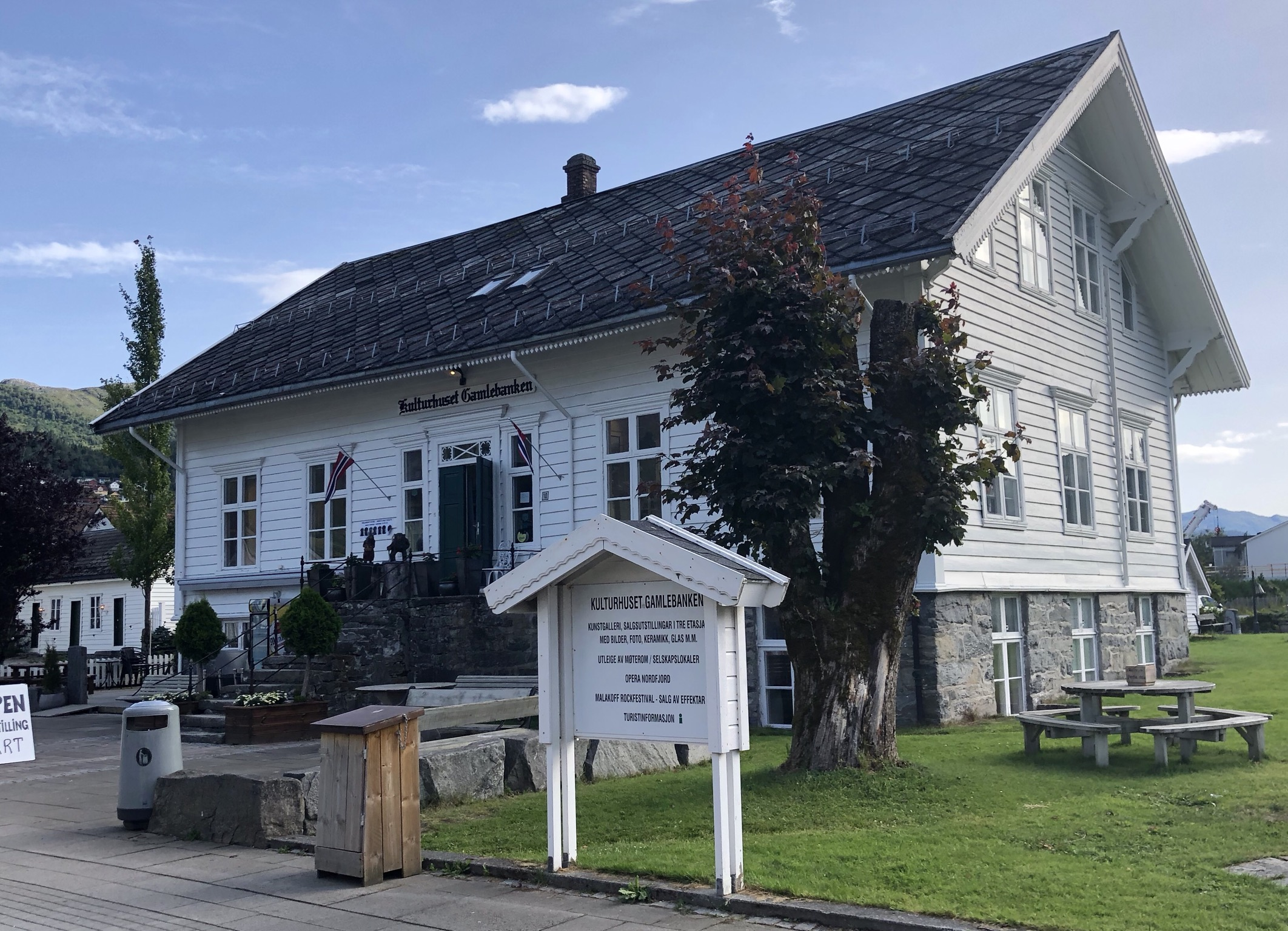
Kulturhuset Gamlebanken, 2019

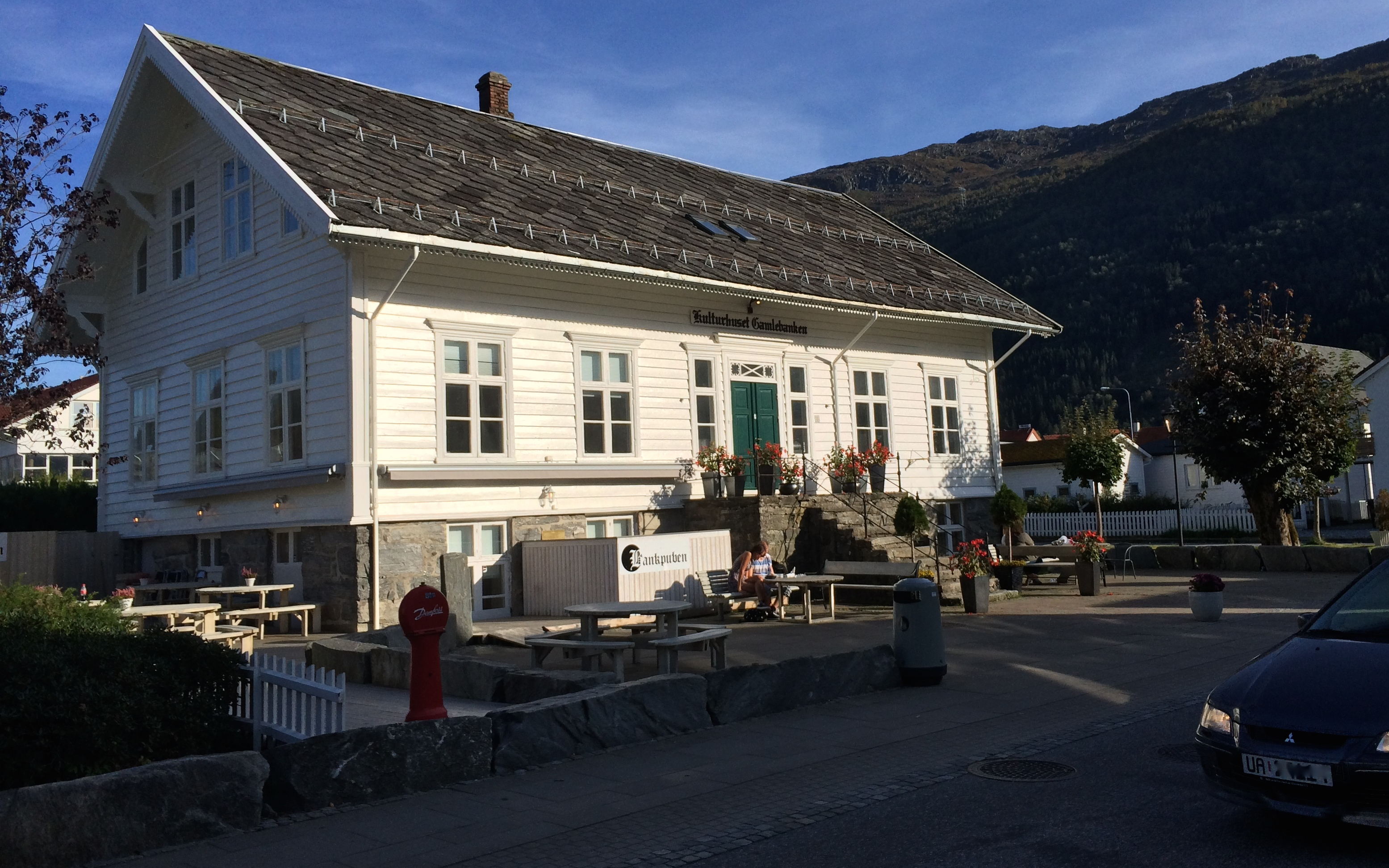
Blick von Nordwesten, 2014

Das Kulturhuset Gamlebanken ist ein Kulturhaus in Nordfjordeid in der norwegischen Kommune Stad.
Im Kulturhaus finden Kunstausstellungen und Konzerte statt. In den Sommermonaten dient das Haus zugleich als Touristeninformation. Darüber hinaus betreibt die Opera Nordfjord hier ein Büro. Auch das Festivalbüro des Malakoff Rockfestivals befindet sich im Haus.
Auf der Westseite des Gebäudes zur Eidsgata hin befindet sich eine an den im Zweiten Weltkrieg umgekommenen norwegischen Seemann Ernst Martin Totland erinnernde Gedenktafel.

## Lage
Es befindet sich auf der Ostseite der Eidsgata im Ortszentrum an der Adresse Eidsgata 100 und gehört zum Denkmalbereich Eidsgata og Tverrgata.

## Geschichte
Das Holzhaus wurde im Jahr 1881 für die Nordfjord Sparebank errichtet. Das Grundstück war bereits 1877 gekauft worden. Nachdem eine Zusammenarbeit mit einem lokalen Architekten gescheitert war, wurde der Bau ausgeschrieben und der Auftrag letztlich am 3. Februar 1879 an Rasmus D. Nøstdal und Anders K. Skibenes vergeben. Wichtige Arbeiten am Haus erbrachte auch der Schmied Didrik Guttormsen Roti. Im Herbst 1881 wurde das Haus bezogen. Es diente bis 1963 als Bankgebäude, woraus sich auch der heute noch gebräuchliche Name Gamlebanken (deutsch Alte Bank) ergibt. Es ergaben sich weitere Baumaßnahmen. Der südliche Teil des Hauses wurde 1886, der nördliche 1891 fertiggestellt. Nach dem Zweiten Weltkrieg war das Haus zu klein, so dass 1949 Erweiterungen erfolgten, die bei Restaurierungen um die 1990er Jahre wieder zurückgebaut wurden.
Es schloss sich eine Nutzung als öffentliche Bibliothek an. In den 1980er Jahren überlegte der Eigentümer, die Sparebank 1 Vest, das alte Gebäude zu verkaufen oder abzureißen. Letztlich erfolgte eine Restaurierung und Nutzung als Verwaltungsgebäude der Sparebanken von Eid. Nachdem das Haus 1997 wiederum leer stand, wurde es 1998 an die Stiftung Stiftinga Kulturhuset Gamlebanken vermietet und wird seitdem als Kulturzentrum betrieben.